# Ferron (Utah)
Ferron je město v okresu Emery County ve státě Utah ve Spojených státech amerických. K roku 2000 zde žilo 1 623 obyvatel. S celkovou rozlohou 5,8 km² byla hustota zalidnění 281,4 obyvatel na km².